# Kaltungo
Kaltungo é uma área de governo local de Gombe, Nigéria. Sua sede está na cidade de Kaltungo no oeste da área na rodovia A345 9° 48′ 51″ N, 11° 18′ 32″ L.
Possui uma área de 881 km ² e uma população de 149.805 no censo de 2006.
O código postal da área é 770.